# 咖哩麵包

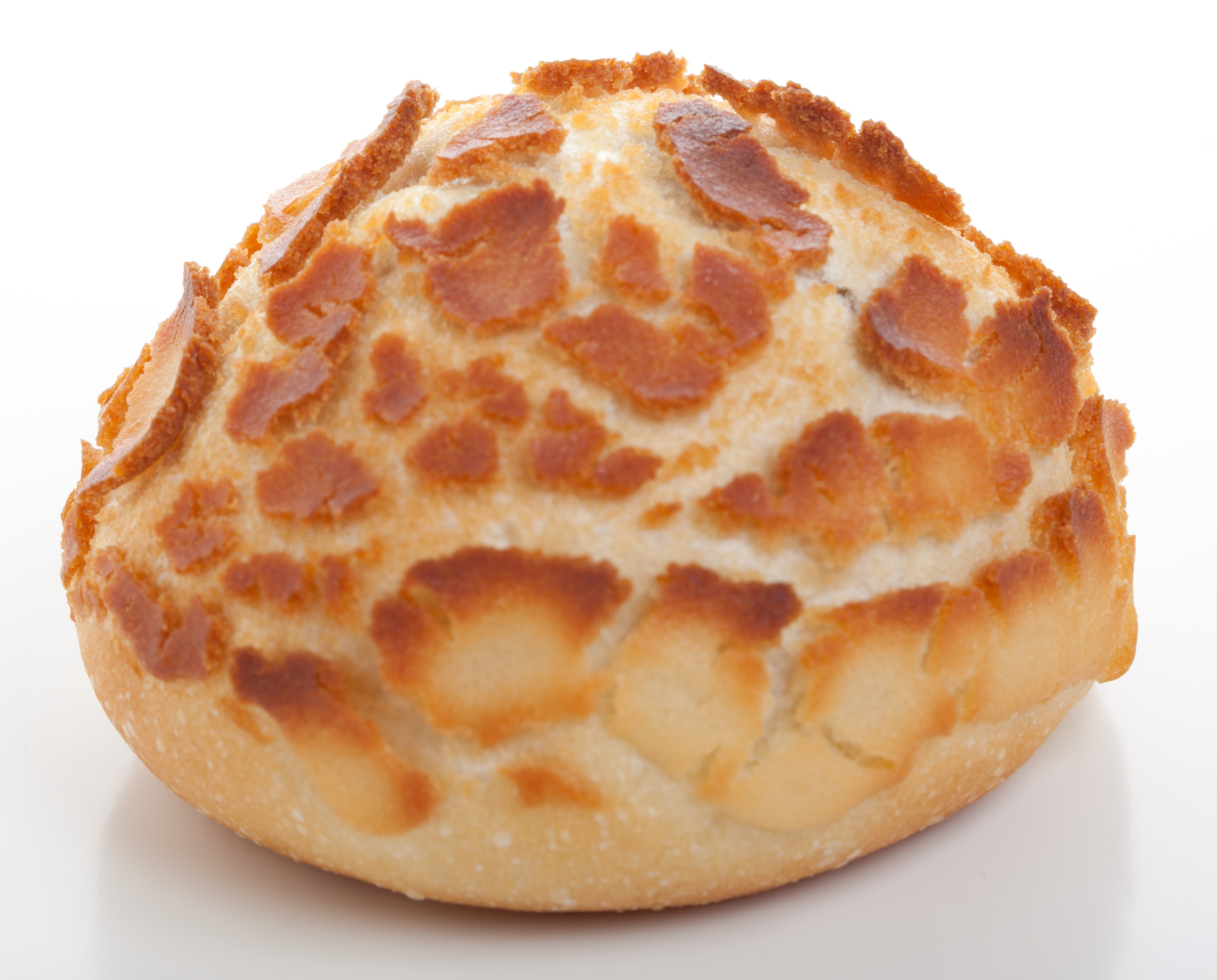
咖喱麵包

咖喱麵包（日语： karēpan），是一種流行的日本食品，為包裹日式咖哩的麵包。
咖哩麵包源自於日本東京，在昭和二年（1927年）時，一家名為「名花堂」的西餐廳老闆想要做出以咖哩為內餡的西式麵包，但每次嘗試烘烤，含有水分的咖哩醬汁會隨著麵包膨脹所擠壓溢出，於是把麵糰包裹咖哩之後直接油炸，就誕生出了現在的咖哩麵包。
油炸是最常見的做法，但也有以烘烤的方法製成，咖哩醬汁的含水量很高，其中一個解決辦法就是使用乾的咖哩餡。